# Lista de rainhas de Leão
Esta é uma lista de rainhas de Leão; quase todas foram meras consortes de seus maridos, mas aquelas que governaram de facto vão indicadas a cheio.
| De   | Até   | Nome                        | Casa originária     | Esposa de                                |
| ---- | ----- | --------------------------- | ------------------- | ---------------------------------------- |
| 866  | ?     | Jimena Garcês de Pamplona   | Navarra             | Afonso III de Leão                       |
| ?    | ?     | Muniadona Nuñez             | Castela             | Garcia I de Leão                         |
| ?    | ?     | Elvira Mendes               | Portucale           | Ordonho II de Leão                       |
| 922  | 923   | Aragonta Gonzalez           |                     | Ordonho II de Leão                       |
| 923  | 924   | Sancha Sanches de Pamplona  | Navarra             | Ordonho II de Leão                       |
| 924  | 925   | Munia Ximenez de Pamplona   | Navarra             | Fruela II de Leão                        |
| 925  | 931   | Onneca Sanches de Pamplona  | Navarra             | Afonso IV de Leão                        |
| 931  | 931   | Ausenda Guterres            | Coimbra             | Ramiro II de Leão                        |
| 932  | 950   | Urraca Sanchez de Pamplona  | Navarra             | Ramiro II de Leão                        |
| ?    | ?     | Onega ???                   |                     | Ramiro II de Leão                        |
| 950  | ?     | Urraca Fernandes de Castela | Castela             | Ordonho III de Leão                      |
| 956  | 958   | Teresa Ansurez              | Castela             | Sancho I de Leão (1.º reinado)           |
| 959  | 960   | Urraca Fernandes de Castela | Castela             | Ordonho IV de Leão                       |
| 960  | 966   | Teresa Ansures              | Castela             | Sancho I de Leão (2.º reinado)           |
| 979  | 984   | Sancha Gomes                |                     | Ramiro III de Leão                       |
| 984  | 991   | Velasquita Ramires          |                     | Bermudo II de Leão                       |
| 991  | 999   | Elvira Garcia               | Castela             | Bermudo II de Leão                       |
| 1014 | 1022  | Elvira Mendes               | Portucale           | Afonso V de Leão                         |
| 1022 | 1025  | Urraca Garcês de Pamplona   | Navarra             | Afonso V de Leão                         |
| 1028 | 1037  | Ximena Sanches              | Navarra             | Bermudo III de Leão                      |
| 1037 | 1065  | Sancha I de Leão            | Astúrias            | Fernando I de Castela                    |
| 1065 | ?     | Alberta                     |                     | Sancho II de Castela                     |
| 1072 | 1081? | Inês de Aquitânia           | Aquitânia           | Afonso VI de Leão                        |
| 1081 | 1093  | Constança de Borgonha       | Borgonha            | Afonso VI de Leão                        |
| 1093 | 1098  | Berta                       | Saboia              | Afonso VI de Leão                        |
| 1098 | 1109  | Zaida de Sevilha            |                     | Afonso VI de Leão                        |
| 1109 | 1126  | Urraca de Leão              | Borgonha (Leão)     | Afonso I de Aragão                       |
| 1128 | 1149  | Berengária de Barcelona     | Barcelona / Aragão  | Afonso VII de Leão                       |
| 1152 | 1157  | Riquilda da Polônia         | Piast               | Afonso VII de Leão                       |
| 1160 | 1178  | Urraca de Portugal          | Borgonha (Portugal) | Fernando II de Leão                      |
| 1178 | 1187  | Teresa Fernandes de Trava   | Trava, Galiza       | Fernando II de Leão                      |
| 1187 | 1188  | Urraca Lopes de Haro        | Haro, Biscaia       | Fernando II de Leão                      |
| 1191 | 1197  | Teresa de Portugal          | Borgonha (Portugal) | Afonso IX de Leão                        |
| 1198 | 1204  | Berengária de Castela       | Borgonha (Castela)  | Afonso IX de Leão                        |
| 1230 |       | Sancha II de Leão           | Borgonha (Leão)     | em conjunto com a irmã Dulce I de Leão   |
| 1230 |       | Dulce I de Leão             | Borgonha (Leão)     | em conjunto com a irmã Sancha II de Leão |